# Boarmia mesotoechia
Boarmia mesotoechia är en fjärilsart som beskrevs av Louis Beethoven Prout 1926. Boarmia mesotoechia ingår i släktet Boarmia och familjen mätare. Inga underarter finns listade i Catalogue of Life.